# Opactwo św. Dominika z Silos
Opactwo św. Dominika z Silos (hiszp. Monasterio de Santo Domingo de Silos) – męski klasztor benedyktyński w Santo Domingo de Silos, w Hiszpanii. Słynie przede wszystkim ze śpiewu chorału gregoriańskiego. Należy do Kongregacji Solesmeńskiej.

## Historia
Pierwszy klasztor pod wezwaniem św. Sebastiana, powstał na tym miejscu już w VI wieku, w okresie panowania Wizygotów. W X wieku nastąpił czas dynamicznego rozwoju klasztoru, głównie dzięki wsparciu Ferdynanda Gonzaleza, pierwszego hrabiego Kastylii. W XI wieku opactwo zostało odrestaurowane z polecenia Ferdynanda I Wielkiego, króla Kastylii i Leónu, przez św. Dominika z Silos, pod którego wezwaniem jest obecnie klasztor. Zaprojektowany przez opata kościół miał jedną centralną nawę i dwie boczne oraz pięć kaplic dołączonych do absydy i transeptu. Po śmierci św. Dominika w 1073 roku, budwę kościoła i krużganku ukończył opat Fortunius.
Od 1512 opactwo należało do benedyktyńskiej Kongregacji z Valladolid.
Opactwo zostało skasowane w 1835 roku, na mocy dekretów Juana Álvareza Mendizábala.
Klasztor reaktywowali w 1880 roku mnisi z opactwa św. Marcina w Ligugé, należącego do Kongregacji Solesmeńskiej.
Wspólnota ufundowała klasztory w Madrycie, Valle de los Caidos i w Leyre.
W 2000 kościół klasztorny uzyskał tytuł bazyliki mniejszej.